# Katarzyna Pospieszyńska
Katarzyna Pospieszyńska (ur. 13 lutego 1930 w Windsorze, zm. 4 sierpnia 2007 w Warszawie) – polska autorka książek kulinarnych. Propagatorka kuchni egzotycznych.

## Życiorys
W latach 1980–1993 współpracowała z czasopismem Kontynenty, prowadząc rubrykę „Gospoda pod gorącym słońcem”. W latach 1980–2000 występowała w programie kulinarnym na antenie TVP. Prowadziła warszawską restaurację „Pańska Klub” w latach 1997–2002, która to restauracja otrzymała 4 gwiazdki w rankingu restauracji warszawskich tygodnika „Polityka”.
W języku angielskim nagrała także wideo o staropolskiej kuchni „Four Seasons in Polish Cooking” w 1989 roku.
Pochowana na cmentarzu komunalnym w Piasecznie koło Warszawy.

## Publikacje
- Przygoda kulinarna, Zrzeszenie Księgarstwa 1987
- Cymes, czyli kuchnia żydowska i przepisy kulinarne z Izraela, Warszawskie Wydawnictwo Prasowe. 1988, wznowienie 1989
- Taka kuchnia jakie czasy, Wydawnictwo Spółdzielcze 1990 r.,  ISBN 83-209-0795-0
- Kuchnia chińska, Wydawnictwo Multicat, Warszawa 1987 r., ISBN 83-85472-01-0
- Gotujemy w kuchence mikrofalowej z Katarzyną Pospieszyńską, Wydawnictwo Multicat 1991 r., ISBN 83-85472-00-2
- Fan i Tsai. Kuchnia Państwa Środka, Łódzki Dom Kultury 1990 r.
- Kuchnia chińska Katarzyny Pospieszyńskiej, REM Warszawa 1994 r., ISBN 83-854720-1-0
- Kuchnia jarska, Wydawnictwo GROSS, Warszawa 1992 r., ISBN 83-900794-0-2
- Kuchnia arabska, Wydawnictwo Spółdzielcze, Warszawa 1991, ISBN 83-209-0796-9
- Potrawy z kuchni mikrofalowej, Wydawnictwo Prószyński i S-ka, Warszawa 1998, ISBN 83-7180-696-5
- Kuchnia hinduska, Wydawnictwo PRO REA Warszawa 1993 r. Wydanie I, ISBN 83-900990-2-0
- Kuchnia żydowska i izraelska, Wydawnictwo GROSS 1993 Warszawa, ISBN 83-900-794-4-5
- Święta, święta i po świętach, Wydawnictwo Spółdzielcze, Warszawa 1990 r.
- Gotujemy w zdrowych naczyniach, Wydawnictwo PRO REA, ISBN 83-900990-4-7
- Kuchnia zdrowego serca, Wydawnictwo PRO REA 1993, Warszawa, ISBN 83-85004-89-0
- Przygoda kulinarna, Spółka Wydawniczo-Księgarska, Warszawa, Wydanie I 1987 r., Wydanie II 1991 r., ISBN 83-85004-89-0